# John Stone

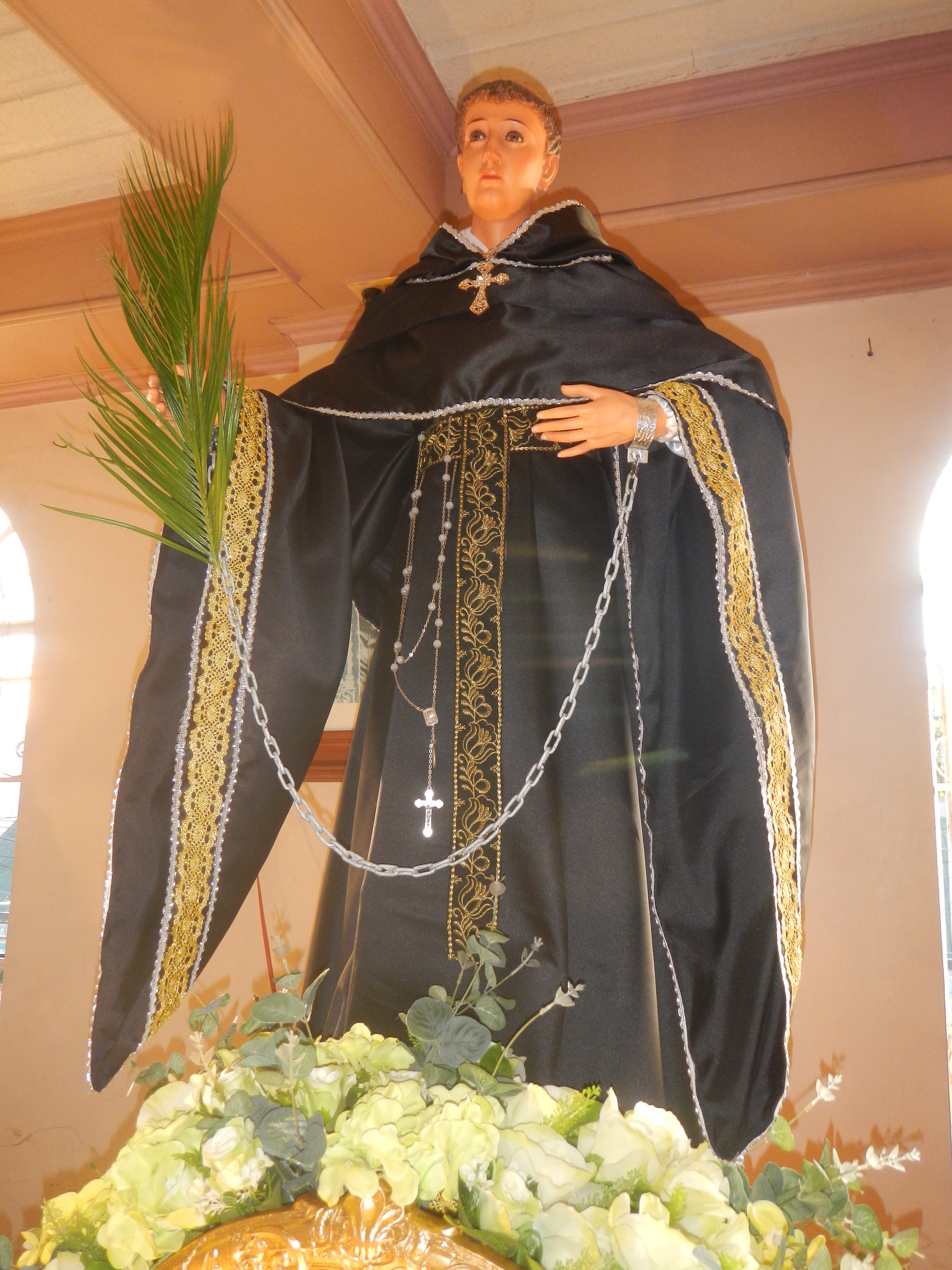
Beeld van John Stone (Filipijnen)

John Stone (? - Canterbury, 1538 of 1539) is een Engelse heilige en geestelijke.  
Stone was monnik bij de augustijnen in Canterbury. Hij had een doctoraat in de theologie en werd geëerd om zijn geleerdheid. Hij was een tijdlang professor en prior in Droitwich, maar was terug in Canterbury toen koning Hendrik VIII zijn echtscheidingsprocedure begon. Stone keurde op de kansel de aanspraken van de koning op de kerkelijke suprematie af en werd in december 1538 gearresteerd en gevangengezet in Westgate. Toen hij zijn veroordeling van de Act of Supremacy herhaalde, werd hij in Canterbury opgehangen, verstikt en gevierendeeld. 
John Stone  werd in 1886 zalig verklaard door paus Leo XIII en heilig verklaard door paus Paulus VI op 25 oktober 1970 als een van de veertig martelaren van Engeland en Wales. 
Zijn feestdag was vroeger op 12 mei en nu op 23 december en ook samen met de 40 martelaren van Engeland en Wales op 25 oktober.